# Ligia Sandoval
Ligia Sandoval es una telenovela venezolana realizada en el año de 1981 por la cadena Venevisión. Original de la cubana Delia Fiallo y protagonizada por Lupita Ferrer y José Bardina.

## Trama
Por culpa de la irresponsabilidad de un hombre que la engañó, Ligia Sandoval se convierte en madre soltera, vive en una humilde zona residencial junto a su madrina y una hermana adolescente, ante todos el hijo de Ligia es su hermanito menor. 
El galán es Luis Gerardo, un joven médico dedicado a investigaciones que se convierte en el capricho de Lissette, una testaruda jovencita de la alta sociedad que logra llevarlo hasta el altar. Pero el matrimonio está destinado al fracaso desde el principio, por lo que él decide divorciarse, pero el infortunio hace que tenga un accidente automovilístico y su esposa quede ciega. 
Ligia es terapista y trabaja en un hospital, allí conoce al galán, con quien tiene un malentendido y ella es despedida. Ligia busca empleo y lo consigue en la casa de él, para encargarse de atender a Lissette. Al principio la relación entre los protagonistas es tirante, él se siente frustrado contra las mujeres en general y ella se siente igualmente resentida contra el sexo opuesto. 
Pero de ese compartir diario, surgirá el amor, cosa que no pasa desapercibida a Lissette, quien de pronto recupera la vista, pero finge seguir ciega para manipular a su marido. Lissette se encargará de hacerle la vida de cuadritos a Ligia, contando con la complicidad de su hermano Yon que es un tarambana y de su inescrupulosa prima Cherry.
La incertidumbre y la conmoción es ocasionada cuando se descubre que Ligia Sandoval tiene un hijo y que el padre del niño es Freddy, el hermano del protagonista, quien acaba de llegar del extranjero. Freddy al descubrir que Ligia se va a casar con su hermano quien está a punto de divorciarse de Lisette, empieza a chantajearla. Freddy le exige que vuelva a ser suya. Ligia se niega y vive momentos de gran tensión. 
En un momento dado Maritza; la gris secretaria del protagonista quién siempre amó en silencio a Freddy, lo mata loca de celos al descubrir que él sigue amando a Ligia Sandoval. Tras el crimen, Ligia descubre el cadáver y junto a él la pistola, la cual ella toma en sus manos. En ese momento, Lisette entra y la acusa de ser la asesina. Ligia va a la cárcel acusada de aquel crimen y Lisette finge haber recuperado la vista y chantajea a la atormentada Maritza para que calle y no diga que fue ella la verdadera asesina. 
Luis Gerardo desprecia a Ligia por creerla la asesina de su hermano, aunque se descubre que Freddy y Luis Gerardo no son hermanos, pues Luis Gerardo es el hijo del segundo esposo de la madre de Freddy. Finalmente, Maritza ya casi enloquecida por la culpa, confiesa su crimen. 
Ligia queda libre, Lissette, perdedora, queda divorciada de Luis Gerardo. El propio Luis Gerardo le pide perdón a Ligia por haber dudado de ella. Ligia lo perdona y se reconcilian y al fin son felices para siempre. Fin.

## Elenco
- Lupita Ferrer - Ligia Sandoval
- José Bardina - Luis Gerardo
- Diego Acuña - Yon
- Sun-Ling Antonetti
- Olga Castillo
- Luis Colmenares
- Helianta Cruz - Cherry
- Reneé de Pallás
- Manuel Escolano - Freddy
- Elena Farias - Maritza
- Fernando Flores
- Gustavo González
- Yolanda Méndez - Lorena
- Miriam Ochoa - Lisette
- Omar Omaña
- Francia Ortiz
- Carmencita Padrón
- Margot Pareja
- Angie Ramos
- Jackelyn Ramos
- Tony Rodríguez
- Carlos Subero

## Versiones
Ligia Sandoval, es la fusión de dos historias de Delia Fiallo, siendo una telenovela que ha logra más de 10 versiones. Estas son:

### La señorita Elena
- La señorita Elena, telenovela realizada por la cadena Venevisión en el año 1967. Escrita por Delia Fiallo fue protagonizada por Marina Baura y José Bardina.
- La señorita Elena, telenovela realizada por la cadena Venevisión en el año 1975. Fue producida por José E. Crousillat y protagonizada por Adita Riera y José Luis Rodríguez.
- Atrevete, telenovela realizada en el año de 1986 por la cadena RCTV, fue producida por Henry Márquez y protagonizada por Caridad Canelón y Pedro Lander.
- Vivo por Elena, telenovela realizada por Televisa en el año de 1998, producida por Juan Osorio y protagonizada por Victoria Ruffo y Saúl Lisazo.

### Lucecita
- Lucecita, telenovela realizada por la cadena Venevisión en el año de 1967, y protagonizada por Marina Baura y José Bardina.
- Lucecita, telenovela realizada por la cadena Venevisión en el año de 1972, y protagonizada por Adita Riera y Humberto García.
- Estrellita, esa pobre campesina, telenovela realizada en 1968 y protagonizada por Marta González y Germán Krauss.
- Estrellita mía, telenovela realizada en 1987 y protagonizada por Andrea del Boca y Ricardo Darín.
- Lucerito, telenovela realizada por Jorge Barón TV en 1992 y protagonizada por Linda Lucía Callejas y Guillermo Gálvez.
- Luz María, telenovela realizada por América TV en 1998 y protagonizada por Angie Cepeda y Christian Meier.

### Versión
- En 1997 Venevisión realiza la telenovela "Todo por tu amor", un remake de Ligia Sandoval. Esta telenovela estuvo protagonizada por Jeannette Rodríguez y Jean Carlo Simancas.

## Curiosidades
- Tras el breve paso de Lupita Ferrer por Hollywood, Venevisión quiso reunir de nuevo a la otrora pareja de sus más grandes éxitos. Es así como de un día para otro, le piden a la reina de las telenovelas, Delia Fiallo, que teclee una nueva historia para la pareja. Delia Fiallo se ve presionada a presentar un proyecto y echa mano a dos de sus grandes triunfos del pasado, Lucecita y La señorita Elena y funde ambas tramas en una sola, y al mismo tiempo, agarra el título de una vieja radionovela cubana suya llamada Ligia Sandoval.
- La telenovela sale al aire, pero algo falló o la trama no interesó por repetida o Ferrer/Bardina ya habían dejado de interesar juntos. La telenovela resultó un rotundo fracaso de índice de audiencia y es cortada, siendo esa la última vez en que Lupita Ferrer y José Bardina trabajaran juntos. Habrían de pasar muchos años para que coincidieran de nuevo, pero esta vez en Estados Unidos y en otro canal, en Telemundo, donde serían parte del elenco de Amor descarado.